# 유촌초등학교 (강원)
유촌초등학교는 대한민국 강원특별자치도 화천군 간동면 유촌리에 있는 공립 초등학교이다.

## 학교 연혁
- 1908년 4월 1일 사립화남학교 개교(4년제 35명)
- 1921년 3월 25일 화남공립보통학교(4년제) 설립인가
- 1926년 4월 1일 6년제로 개편
- 1938년 4월 1일 교명 변경 (화남공립심상소학교)
- 1941년 4월 1일 교명 변경 (화남공립국민학교)
- 1942년 8월 4일 유촌국민학교로 개정
- 1955년 2월 1일 수복 개교
- 1992년 11월 4일 테니스장 개장
- 1995년 11월 30일 급식소 개소
- 1996년 3월 1일 유촌초등학교로 교명 변경
- 1999년 9월 1일 간척초등학교 통폐합
- 2000년 10월 30일 본관 3층 증축공사 준공
- 2002년 8월 20일 교실온열기 승압 및 변전실 설치
- 2006년 12월 23일 급식소 증축 준공
- 2008년 3월 31일 개교 100주년 기념행사
- 2012년 5월 25일 운동장 조회대 설치
- 2018년 1월 15일 제101회 졸업식(2,677명)
- 2018년 3월 1일 제25대 교장 이한미 취임
- 2018년 12월 28일 제102회 졸업식(2,688명)
- 2020년 1월 3일 제103회 졸업식(2,696명)
- 2021년 1월 13일 제104회 졸업식(2,701명)
- 2021년 3월 1일 제26대 교장 소흥순 취임
- 2024년 3월 1일 오음분교장 편입
- 2025년 3월 1일 오음분교장 통폐합

## 학교 상징
- 교화 - 장미 : 장미는 아름답다. 정열도 있다. 삶에 대한 뜨거운 사랑을 갖고 장미의 가시처럼 냉철한 이상을 가진 학생이 되자.
- 교목 - 잣나무 : 잣나무는 사시사철 푸르다. 지금의 배움을 잃지 않고 세상 어느 곳에서도 푸르른 빛을 발하는 학생이 되자.

## 참고 자료
- 유촌초등학교 - 한국교육학술정보원 학교알리미